# Воскресенье (Тверская область)
Воскресенье — опустевшая деревня в Весьегонском муниципальном округе Тверской области.

## География
Деревня находится в северо-восточной части Тверской области на расстоянии приблизительно 29 км на запад-юго-запад по прямой от районного центра города Весьегонск.

## История
Основана в 1595 году  Николо-Моденским монастырем, что стоял на берегу реки Мологи в пределах современного Устюженского района Вологодской области.  Монахи поставили здесь церковь Воскресения Господня. Рядом с ней возник погост. Церковь эта отмечалась также и в 1713 году. В 1859 году отмечено было 43 двора. До 2019 года входила в состав Ёгонского сельского поселения до упразднения последнего.

## Население
Численность населения: 274 человека (1859 год), 0 как в 2002 году, так и в 2010.